# The Legend of Seven Cutter
La Leyenda del Cúter Siete (The Legend of Seven Cutter en inglés), también conocida como Escaping Charisma, es una película de comedia romántica surcoreana de 2006, protagonizada por la cantante y actriz Yoon Eun Hye.

## Historia
El cúter siete es un peleador legendario en varias escuelas de Corea, siendo su nombre Jung Han Soo (An Jae Mo). Algunos que lo han retado han perdido y sufrido una marca de su derrota; una cicatriz de 7 cm con un cúter, como recordatorio de su fracaso.
La película inicia cuando un joven llamado Han Soo entra a la preparatoria de Seong Ji y es confundido con el legendario cúter siete. Es así que cuando el chico rudo de la escuela, Baek Sung Gi (Lee Jung), lo reta a pelear para saber quién es el más duro de la escuela, este no tiene más alternativa que defenderse. Poco después conoce a Han Min Joo (Yoon Eun Hye), una joven que debido a algunos encuentros desafortunados, lo cree todo un pervertido. Para evitar una confrontación, Han Soo le declara un falso amor y tiempo después ella le corresponde. Cuando Han Soo termina por enamorarse de Min Joo, esta descubre que él había estado enamorado de otra joven y decide dejarlo. Es cuando un grupo de vándalos hacen su aparición, llevándose a Min Joo, en busca de venganza por lo que Han Soo les había hecho en el pasado.